# Haliclona anatarius
Haliclona anatarius är en svampdjursart som först beskrevs av Claude Lévi 1983.  Haliclona anatarius ingår i släktet Haliclona och familjen Chalinidae.
Artens utbredningsområde är Nya Kaledonien. Inga underarter finns listade i Catalogue of Life.